# 프란체스코 퀸
프란체스코 퀸(1963년 3월 22일~2011년 8월 5일)은 이탈리아의 영화배우이다. 이탈리아의 원로배우인 앤서니 퀸의 차남이다.

## 사망
2011년 8월 5일, 심장발작으로 사망했다. 향년 48세.

## 출연 작품
- 플래툰 - 라 역
- 카사블랑카 특급
- 스트라디바리우
- 인간 병기 인디오 - 라 역
- 하렘 2
- 노인과 바다
- 히쯔 - 라 역
- 죽음의 경쟁자